# ISO 7010

用作「出口」的ISO標誌。

ISO 7010是國際標準化組織一個關於危險和安全標誌的圖像危险性符号（包括標示緊急出口者）的技術標準。它使用ISO 3864所列出的顏色和原則來表示這些符號，旨在提供「儘可能少地依賴文字來實現理解的安全信息」。它與联合国制定的「全球化学品统一分类和标签制度」有所不同，後者乃用以實現危險物質分類及標籤的標準化。
截至2018年9月，該標準的最新版本為ISO 7010:2019。此版本除包含所有先前的更正外，亦收錄了過往收錄於ISO 20712（現已廢除）的水上安全標誌及海灘安全旗。

## 形狀與顏色
ISO 7010規定了5種形狀和顏色的組合，以區別標誌所呈現的信息類型。
| 標誌類型     | 意思           | 顏色 （根據ISO 7010） | 形狀               | 例子             |
| ------------ | -------------- | --------------------- | ------------------ | ---------------- |
| 禁制性標誌   | 禁止           | 紅色                  | 帶對角線的圓形     | 不得使用明火     |
| 強制性標誌   | 必須做的事     | 藍色                  | 圓形               | 使用聽覺保護裝備 |
| 警告標誌     | 警告有危險     | 黃色                  | 帶圓邊的全等三角形 | 爆炸性物質       |
| 安全狀況標誌 | 安全設備和出口 | 綠色                  | 正方形或長方形     | 緊急集合點       |
| 消防安全標誌 | 火災保護       | 紅色                  | 正方形             | 滅火器           |

## 列表
ISO在其網站ISO.org上登錄（register）並列出建議的象形符號。ISO標準為每一個正式作為ISO 7010一部份的象形符號給予一個登錄編號（registered number）。就上述的分類，據ISO的說法，「E」編號指「緊急」（Emergency，展示安全狀況的標誌）、「P」編號指「被禁止的行為」（Prohibited actions）、「M」編號指「強制性行為」（Mandatory actions），而「W」編號則指「警告有危險」（Warnings of hazards）。

### 安全狀況

E001 – 緊急出口（左手邊）
E002 – 緊急出口（右手邊）
E003 – 急救
E004 – 緊急電話
E005 – 方向箭頭（90°角）
E006 – 方向箭頭（45°角）
E007 – 疏散集合點
E008 – 击碎板面（Break to obtain access）
E009 – 醫生
E010 – 自動體外心臟除顫器
E011 – 洗眼站
E012 – 安全淋浴設備
E013 – 擔架床
E016 – 帶逃生梯的緊急逃生窗
E017 – 救援窗（Rescue window）
E018 – 逆時針旋轉以打開
E019 – 順時針旋轉以打開

### 火災保護

F001 – 滅火器
F002 – 消防喉轆
F003 – 消防梯
F004 – 收集消防設備
F005 – 火災報警呼叫點
F006 – 消防緊急電話
F007 – 防火門

### 強制性

M001 – 一般強制性行為標誌
M002 – 參考使用手冊／小冊子
M003 – 戴上護耳裝置
M004 – 戴上護目裝置
M005 – 將一個接地端子連接到地面
M006 – 從電源插座上拔掉電源插頭
M007 – 必須佩戴不透明的護目裝置
M008 – 佩戴腳部保護裝置
M009 – 佩戴防護手套
M010 – 穿著保護服
M011 – 清潔雙手
M012 – 使用扶手
M013 – 戴上臉部防護罩
M014 – 佩戴頭部保護裝備
M015 – 穿著高能見度的衣服
M016 – 佩戴面罩
M017 – 佩戴呼吸保護裝備
M018 – 佩戴安全繩
M019 – 戴上焊接面具
M020 – 繫好安全帶
M021 – 在進行維修或修理之前，應先斷開連接
M022 – 使用防護霜
M023 – 使用人行橋
M024 – 使用這條走道
M025 – 以不透明的眼罩保護嬰兒的眼睛
M026 – 使用保護性圍裙
M027 — 安裝或檢查防護裝置
M028 — 安裝鎖具並保持鎖上
M029 — 鳴響您的警笛
M030 — 將垃圾放於垃於桶
M031 — 使用防護罩以防止台鋸造成的傷害
M032 — 使用具有防靜電或防火花的功能的鞋類
M033 — 降低滑雪吊椅上的安全約束杆
M034 — 抬起滑雪吊椅上的安全約束杆
M035 — 墜落後離開牽道（towpath）
M036 — 保持滑雪板尖端向上
M037 — 關閉並固定艙門（救生艇下水程序）
M038 — 啟動發動機（救生艇下水程序）
M039 — 將救生艇降到水中（救生艇下水程序）
M040 — 將救生艇降到水中（救生艇下水程序）
M041 — 將救援船降到水中（救生艇下水程序）
M042 — 鬆開固定救生艇的鈎子（救生艇下水程序）
M043 — 開始為救生艇噴水（救生艇下水程序）
M044 — 啟動救生艇的空氣供應（救生艇下水程序）
M045 — 鬆開繩索（小艇扣帶）（救生艇下水程序）
M046 — 保護氣瓶
M047 — 使用呼吸設備（SCBA）
M048 — 使用氣體檢測器
M049 — 使用個人運動保護裝備
M050 — 從左方離開雪橇（sled-toboggan）
M051 — 從右方離開雪橇（sled-toboggan）
M052 — 在（平底）雪橇之間保持安全距離
M053 — 穿上個人浮動裝備（PFD）（救生衣）
M054 — 在水上活動中監督兒童
M055 – 放在兒童無法觸及的地方

### 禁制性

P001 – 一般禁止標誌
P002 – 不准吸煙
P003 – 禁止明火
P004 – 此路不通
P005 – 並非飲用水
P006 – 禁止叉車及工業車輛駛入
P007 – 植入主動式心臟設備的人士不得進入
P008 – 禁止金屬物品或手錶
P010 – 請勿觸摸
P011 – 請勿用水滅火
P012 – 不准放置重物
P013 – 禁止使用手提電話
P014 – 有金屬植入物的人士不得進入
P015 – 不得伸手進內
P017 – 不准推動
P018 – 不准坐下
P019 – 不准踩踏表面
P020 – 如遇火警，請勿使用升降機
P021 – 不得攜犬入內
P022 – 不准飲食
P023 – 請勿阻塞
P024 – 請勿在此行走或站立
P025 – 請勿使用這個不完整的腳手架
P026 – 請勿於浴缸、淋浴間或注滿水的水箱中使用本裝置
P027 – 請勿將此升降機用於載客用途
P028 – 請勿佩戴手套
P029 – 不准拍攝
P030 – 不准在繩索上打結
P031 – 請勿改變開關的狀態
P032 – 請勿用以端面磨削
P033 – 請勿用以濕磨
P034 – 請勿與手持式研磨機一起使用

### 警告性

W001 – 一般警告標誌
W002 – 爆炸性物質
W003 – 放射性物質或電離輻射
W004 – 激光束
W005 – 非電離輻射
W006 – 磁場
W007 – 地面上的障礙物
W008 – 跌落或墜落風險
W009 – 生物危害
W010 – 低溫危險
W011 – 表面光滑
W012 – 電擊危險
W013 – 護衛犬
W014 – 叉車和其他工業車輛
W015 – 懸掛載荷
W016 – 有毒物質
W017 – 表面高溫
W018 – 自動啟動
W019 – 被移動部件擠壓
W020 – 架空障礙
W021 – 可燃性物質
W022 – 鋒利元件
W023 – 腐蝕性物質
W024 – 手部擠壓
W025 – 反向旋轉滾輪
W026 – 電池正在充電
W027 – 光輻射
W028 – 氧化性物質
W029 – 壓縮鋼瓶
W030 – 按壓造成的手部傷害
W031 – 壓製機中工件的快速移動造成的手部傷害
W032 — 壓製機中工件的快速移動
W033 — 帶刺鐵絲網
W034 — 公牛
W035 – 墜落零件
W036 — 易碎屋頂
W037 — 自動或遙控車輛造成的傷害
W038 — 突然的巨大噪音
W039 – 墜落冰錐
W040 — 屋頂雪崩
W041 — 呼吸危險
W042 — 電弧閃光危險
W043 — 薄冰
W044 — 下水滑道
W045 — 滑水或拖曳式水上活動區
W046 — 衝浪運動
W047 — 深水區
W048 — 淺水區
W049 — 淹沒在水中的物體
W050 — 於游泳池中突然倒下
W051 — 無護欄、無保護的邊緣
W052 — 不穩定的懸崖邊
W053 — 不穩定的懸崖
W054 — 鯊魚
W055 — 污水排放口
W056 — 海嘯危險區
W057 — 強流
W058 — 划船區
W059 — 輪式海灘車；陸地衝浪；沙地遊艇；風車（wind carts）
W060 — 來襲的潮汐
W061 — 流沙、泥漿、深泥漿或淤泥
W062 — 風箏衝浪
W063 — 帆傘運動
W064 — 強風
W065 — 大浪或大的碎浪
W066 — 突然落下到深水區
W067 — 短吻鱷、凱門鱷和鱷魚

## 外部連結
- ISO 7010:2019 Graphical symbols -- Safety colours and safety signs -- Registered safety signs （页面存档备份，存于）